# Палендзе-Дольне
Палендзе-Дольне (пол. Palędzie Dolne, нім. Steinfelde) — село в Польщі, у гміні Моґільно Моґіленського повіту Куявсько-Поморського воєводства.
Населення — 118 осіб (2011).
У 1975-1998 роках село належало до Бидгощського воєводства.

## Демографія
Демографічна структура станом на 31 березня 2011 року:
|          | Загалом | Допрацездатний вік | Працездатний вік | Постпрацездатний вік |
| -------- | ------- | ------------------ | ---------------- | -------------------- |
| Чоловіки | 60      | 16                 | 41               | 3                    |
| Жінки    | 58      | 9                  | 34               | 15                   |
| Разом    | 118     | 25                 | 75               | 18                   |